# Zaślepiona
Zaślepiona (ang. Flying Blind) – brytyjski dramat z 2012 roku wyreżyserowany przez Katarzynę Klimkiewicz. Wyprodukowana przez Cinema Six, Ignition Films, Matador Pictures i iFeatures.
Premiera filmu miała miejsce 24 czerwca 2012 w Wielkiej Brytanii. W Polsce premiera filmu odbyła się 24 maja 2013.

## Opis fabuły
Film opowiada historię 42-letniej Brytyjki, Frankie (Helen McCrory), która projektuje bezzałogowe samoloty szpiegowskie. Niezależna kobieta ulega gwałtownej namiętności do Kahila (Najib Oudghiri), francuskiego studenta o algierskich korzeniach. Okazuje się, że interesują się nim służby specjalne. Frankie postanawia na własną rękę dowiedzieć się prawdy.

## Produkcja
Zdjęcia do filmu kręcono w Bristolu w Anglii w Wielkiej Brytanii.

## Obsada
Źródło: Filmweb
- Helen McCrory jako Frankie
- Najib Oudghiri jako Kahil
- Kenneth Cranham jako Victor
- Tristan Gemmill jako Robert
- Sherif Eltayeb jako Malik
- Philippa Howard jako Nina Simons
- Lorcan Cranitch jako Duncan Morehouse
- Razane Jammal jako Dima
- Cameron Stewart jako Andrew Dockings
- Glyn Grimstead jako Terry
- Sam Ellis jako Harry Dixon

i inni.

## Nagrody i nominacje
Źródło: Filmweb
| Rok  | Miejsce            | Nagroda                             | Kategoria                  | Odbiorcy i nominowani | Wynik     |
| ---- | ------------------ | ----------------------------------- | -------------------------- | --------------------- | --------- |
| 2013 | Orły Hollywoodzkie | Orzeł Hollywoodzki                  | Udział w konkursie głównym | Katarzyna Klimkiewicz | Nominacja |
| 2013 | Tofifest           | FROM POLAND. Konkurs Polski         | Udział w konkursie         | Katarzyna Klimkiewicz | Nominacja |
| 2014 | PKO OFF CAMERA     | Konkurs Polskich Filmów Fabularnych | Udział w konkursie         | Katarzyna Klimkiewicz | Nominacja |